# Terry Kilburn
Terrance Kilburn, detto Terry (Londra, 25 novembre 1926), è un attore britannico naturalizzato statunitense, noto soprattutto per i suoi ruoli di attore bambino negli anni trenta e quindi come regista teatrale e direttore artistico del Meadow Brook Theatre (1970-94).

## Biografia
Terry Kilburn nacque a Londra nel 1926 in una modesta famiglia di lavoratori (suo padre era bigliettaio sull'autobus). Il piccolo rivelò presto doti naturali di attore e imitatore che lo portarono a esibirsi in spettacoli amatoriali e nel vaudeville inglese. Il suo talento di attore bambino venne notato da un agente che nel 1937 convinse la sua famiglia a trasferirsi a Hollywood in cerca di fortuna.
Gli inizi non furono facili, fino a che Kilburn ebbe l'occasione di mettersi in mostra in un popolare programma radiofonico di Eddie Cantor, che già aveva funzionato da trampolino di lancio per giovani attori come Deanna Durbin e Bobby Breen. Grazie alla sua familiarità con i dialetti inglesi, Kilburn ottenne anche una parte di rilievo nel film Lord Jeff (1938) di Sam Wood, dove fu protagonista un altro attore bambino venuto dalla Gran Bretagna, Freddie Bartholomew, allora al culmine della sua popolarità.
La svolta decisiva per Kilburn avvenne però con la sua intensa interpretazione del piccolo "Tiny Tim" in A Christmas Carol (1938) che culmina con una memorabile battuta finale, “God bless us, every one.” La magia si ripeté l'anno successivo in Addio, Mr. Chips! (1939), diretto ancora da Sam Wood, con Robert Donat nel ruolo di protagonista. Kilburn contribuì al grande successo del film interpretando, uno dopo l'altro, quattro generazioni di giovani studenti della famiglia Colley. A lui venne ancora una volta affidata la battuta finale, che sigilla l'intero senso del film: "Goodbye, Mr. Chips".
Per Kilburn era però giunto il momento del passaggio dall'infanzia all'età adulta. Negli anni successivi gli vennero offerte solo piccole parti, al cinema, al teatro e alla televisione. Fu il teatro comunque, non il cinema, che più attrasse Kilburn come giovane attore.
Nel 1957 incontrò l'attore Charles Nolte, con il quale iniziò una relazione che durerà per tutta la loro vita, fino alla morte di Nolte nel 2010. I due stabilirono la loro comune residenza a Minneapolis in Minnesota.
Lasciata gradualmente la carriera di attore, Kilburn trovò la sua vocazione adulta come regista teatrale di successo in importanti produzioni in America e a Londra. Dal 1970 lavorò come direttore artistico del Meadow Brook Theatre della Oakland University di Rochester, Michigan. Vi rimarrà fino al 1994, facendone uno dei principali centri teatrali del Midwest.

## Filmografia parziale
- Lord Jeff, regia di Sam Wood (1938)
- A Christmas Carol, regia di Edwin L. Marin (1938)
- Bisticci d'amore (Sweethearts), regia di W. S. Van Dyke (1938)
- Addio, Mr. Chips! (Goodbye, Mr. Chips), regia di Sam Wood (1939)
- Andy Hardy Gets Spring Fever, regia di W. S. Van Dyke (1939)
- Armonie di gioventù (They Shall Have Music), regia di Archie Mayo (1939)
- Le avventure di Sherlock Holmes (The Adventures of Sherlock Holmes), regia di Alfred L. Werker (1939)
- Come Robinson Crusoè (Swiss Family Robinson), regia di Edward Ludwig (1940)
- Mercy Island, regia di William Morgan (1941)
- Gran Premio (National Velvet), regia di Clarence Brown (1944)
- Black Beauty, regia di Max Nosseck (1946)
- Bulldog Drummond at Bay, regia di Sidney Salkow (1947)
- Scheherazade (Song of Scheherazade), regia di Walter Reisch (1947)
- Le avventure di Capitan Blood (Fortunes of Captain Blood), regia di Gordon Douglas (1950)
- L'avamposto degli uomini perduti (Only the Valiant), regia di Gordon Douglas (1951)
- Gli schiavi di Babilonia (Slaves of Babylon), regia di William Castle (1953)
- Fiend Without a Face, regia di Arthur Crabtree (1958)
- Lolita, regia di Stanley Kubrick (1962)

## Riconoscimenti
- Young Hollywood Hall of Fame (1940's)